# Královna ze Sáby
Královna ze Sáby (hebrejsky מלכת שבא‎, arabsky ملكة سبأ‎, ge'ez ንግሥተ ሳባ) byla vládkyně starověkého království zmiňovaného ve Starém zákoně. Zmiňována je v hebrejském Starém zákoně, konkrétně v první knize královské a druhé Paralipomenon, ale také v Novém zákoně, Koránu a etiopských legendách, zvláště etiopské národní sáze Kebra Nagast – Právo králů, sepsané v jazyce ge'ez ve 12. století, kde ji Etiopané nazývají jménem Makeda (ge'ez ማክዳ), ale její jméno bylo v různých zemích a různých dobách jiné. V islámské tradici je známa jako Bilqís (arabsky بلقيس). Král Šalomoun ji znal jako královnu ze Sáby. Žila pravděpodobně v 10. století př. n. l. Přibližná poloha její říše je historickým sporem mezi Etiopií a Jemenem.
Zůstává otevřeno, zda královna ze Sáby skutečně žila či nikoliv, protože nebyly nalezeny žádné soudobé nápisy svědčící o její existenci. Jako biblický příběh může mít svůj původ zpětně v některé starší sumerské či chaldejské mytologii. Podobný příběh existoval i v Persii, kde královna vystupovala jako dcera čínského vládce. Hebrejský biblický text vznikl pravděpodobně mezi 7. a 6. století př. n. l. Je však možné, že král Šalomoun udržoval spojení s některou africkou královnou. Jiná teorie se opírá o vyprávění o královně ze Sáby z kanaánského zvyku hieros gamos (posvátný sňatek), což by vysvětlovalo, proč křesťanský etiopský císařský rod odvozuje svůj původ od nemanželského syna krále Šalomouna a královny ze Sáby, císaře Menelika I. Poslední habešský císař Haile Selassie I. tak měl pocházet z 225. generace potomků Šalomouna a královny ze Sáby.

## Tradice

### Tanach

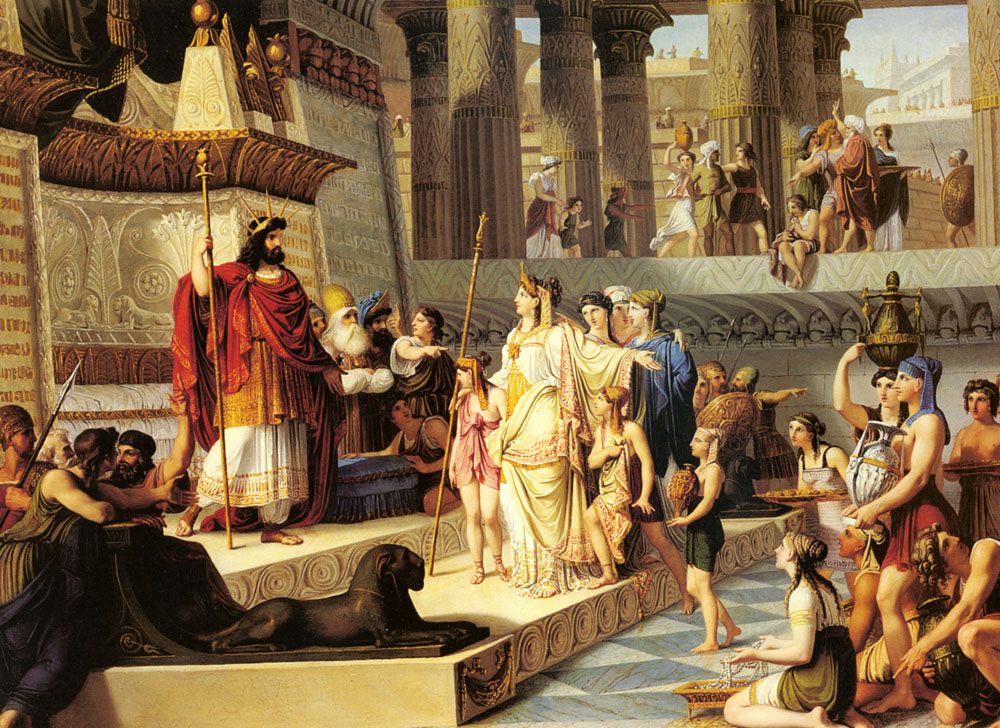
Královna ze Sáby u Šalomouna

Podle Starého zákona nejmenovaná královna země sábské slyšela o veliké moudrosti krále Šalomouna, vládnoucího v Izraelském království. Královna proto cestovala k Šalomounovi spolu s cennými dary, zlatem, drahým kamením a vzácným dřevem, aby vyzkoušela Šalomounovu moudrost svými hádankami. Královna byla Šalomounovou moudrostí a bohatstvím naprosto ohromena a vyslovila požehnání k Bohu, kterého uctíval Šalomoun. Šalomoun královně oplatil její dary a „vše co žádala“, načež se královna vrátila zpět do své země. Královna ze Sáby byla velmi mocná, o čemž svědčí obrovské dary, jež dala Šalomounovi, včetně asi čtyř a půl tuny zlata.
Šalomoun měl dobré styky s fénickým králem Týru Chíramem, se kterým Izrael rozvíjel čilý obchod, ale i další projekty, jako stavbu Šalomounova paláce, či jeruzalémského chrámu, na němž se podíleli féničtí řemeslníci, ale také vybudování přístavu v Ecjon Gever u Ejlatu a obchodního námořnictva, které izraelský zahraniční obchod rozšířil i na africké pobřeží. Příběh o setkání africké královny a izraelského krále se tak považuje za důkaz významných obchodních vztahů Izraelského království a afrických zemí.

### Nový zákon

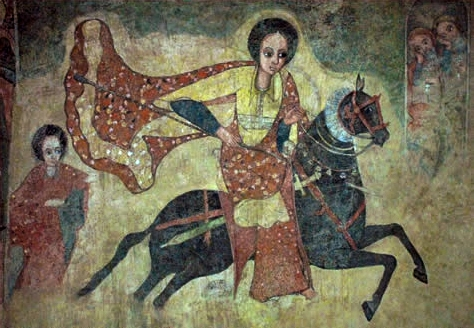
Královna ze Sáby na cestě za Šalomounem, etiopská freska

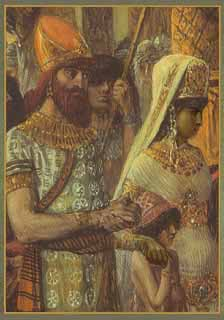
Královna ze Sáby se Šalomounem

V Novém zákoně je zmíněna v Matoušovi a Lukášovi. Podle evangelií Ježíš naznačoval, že ona a Ninivané budou soudit generace Ježíšových současníků, kteří ho odmítnou. Křesťanská interpretace královny ze Sáby, mající své kořeny ve Starém zákoně, typicky zdůrazňuje historickou a přenesenou hodnotu z příběhu; ten je tak křesťany interpretován jako metafora i analogie: královnina návštěva Šalomouna je přirovnávána k symbolickému manželství církve s Kristem, kde Šalomoun představuje mesiáše a královna ze Sáby pohanský lid, který jej přijímá.
Královnina neposkvrněnost, neboť aby mohla držet královskou hodnost, musela být panna, je také považována za předzvěst Panny Marie; královna ze Sáby byla předmětem stejné úcty, jako později Marie a obě tyto postavy hrály ve své kultuře přesně stejnou úlohu. Tři dary, které královna Šalomounovi přinesla, tedy zlato, koření a drahé kameny, jsou obdobou k darům Tří králů novorozenému Ježíšovi.
| „                             | Stádo velbloudů přikryje tě, a dromedáři Madianští a Efejští, všickni ti z Sáby přijdou, zlato a kadidlo přinesou, a chvály Hospodinovy zvěstovati budou. | “ |
| — Izajáš podle Bible kralické | |   |

### Korán
Korán se o královně ze Sáby nikdy nezmiňuje jménem, ačkoliv arabští komentátoři Koránu ji jmenují Bilqís, či královna Jihu. Příběh je téměř stejný jako v Bibli, vychází z židovské tradice. Svatá kniha muslimů vypráví, že král Šalomoun se doslechl o zemi, jíž vládla královna a jejíž lid uctíval Slunce. Poslal proto královně zprávu, kde ji zval, aby k němu přišla v pokoře:

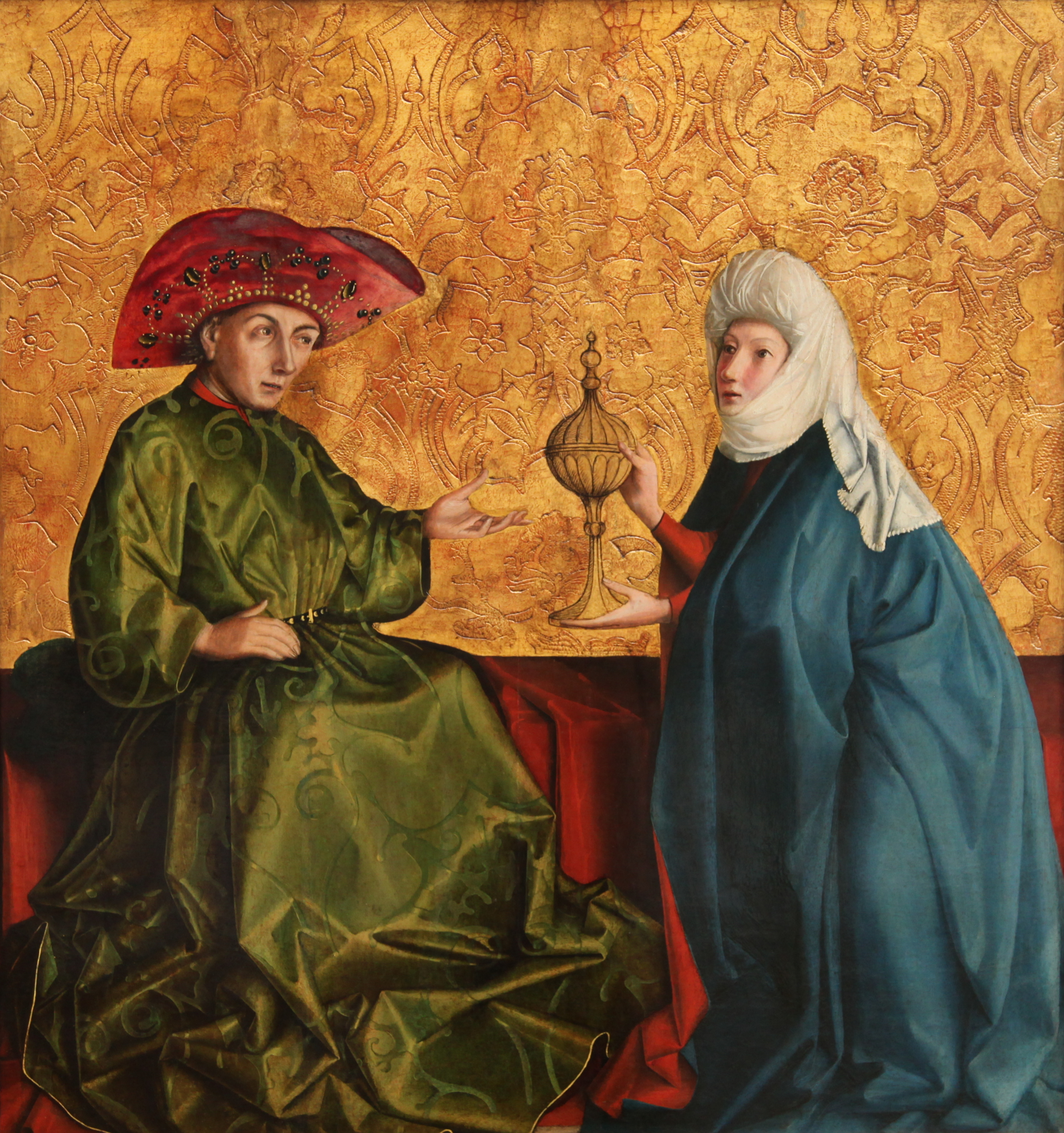
Konrad Witz, Král Šalomoun a královna ze Sáby

| „                | Od Šalomouna je a zní: ,Ve jménu Boha milosrdného, slitovného! Nebuďte vůči mně zpupní, nýbrž přijďte ke mně odevzdáni do vůle Boha jediného!' | “ |
| — Korán, An-Naml | |   |

Královna se radila se svými šlechtici, kteří konečné rozhodnutí nechali na ní. Královna se rozhodla poslat Šalomounovi posla s darem jako smířlivé gesto a vyčkat, jak král zareaguje. Šalomoun však posly odmítl a odpověděl královně výhrůžkou invaze. Šalomoun se poté obrátil na své sluhy – džiny –, aby mu donesli trůn královny ze Sáby dříve, než měla dorazit sama královna a jako mrknutím oka se před Šalomounem objevil královnin trůn. Královna přicestovala k Šalomounově dvoru do Jeruzaléma a když vstoupila do králova křišťálového paláce a byl jí ukázán její vlastní trůn, stala se věřící.
| „                | Pane můj, sama sobě jsem ukřivdila, avšak nyní se odevzdávám spolu se Šalomounem do vůle Boha, Pána lidstva veškerého. | “ |
| — Korán, An-Naml | |   |

### Příběhy proroků

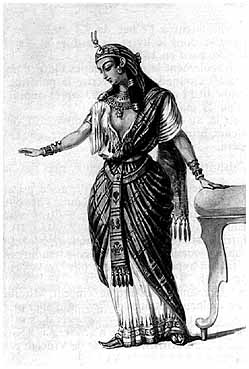
Kostým královny ze Sáby z opery Charlese Gounoda

V Ibn Kahhirových „Příbězích proroků“ je příběh téměř stejný jako v Koránu. Šalomoun se rozhodl vykonat pouť do svaté mešity v Mekce, kterou vybudoval prorok Ibrahim. Když král vykonal hadždž, pokračoval v cestě na jih, do města Saná, dnešního hlavního města Jemenu, kde byl ohromen zdejším zavlažovacím systémem. Saná se nachází poblíž města Marib, které je považováno za hlavní město Sábského království. Šalomoun poslal dudka, aby prozkoumal zemi a našel zdroje podzemní vody. Protože pták dlouho nevracel, Šalomoun se rozzuřil. Dudek se nakonec vrátil k Šalomounovi se zprávami o Sábě, zemi, jež žila v blahobytu, a její královně s nádherným trůnem, avšak královnu i její lid ovládal Satan a Sábané místo Všemohoucího Boha uctívali slunce. Šalomoun poslal po dudkovi královně dopis, aby se poddala Bohu. Královna rozzuřeně svolala své dvořany, kteří konečné rozhodnutí přenechali královně. Ta se rozhodla poslat Šalomounovi dar a přitom po poslu zjistit, jakou silou Šalomoun disponuje. Když královnini emisaři dorazili k Šalomounovi, král nechal nastoupit celou svou armádu, aby poslové viděli dobře vyzbrojené vojsko, které disponovalo i lvy, tygry a ptáky. Poslové byli ohromeni Šalomounovou armádou i bohatstvím, ale když předávali dary na znamení přátelství, král je odmítl a s tím, že jestli se královna a její lid neodvrátí od svého modlářství, Sábu vyvrátí. Královna se nato rozhodla Šalomouna vidět osobně. V Jeruzalémě ji Šalomoun uvítal se všemi poctami a ona byla tak ohromena jeho mocí a nádherou, že se vzdala uctívání slunce a přijala monoteismus.
Korán přesně nepopisuje, kde se mělo království rozkládat, ale další islámské zdroje uvádějí, že hlavním městem Sáby byl Marib, který leží v dnešním Jemenu, nedaleko Saná. Korán se zmiňuje, jak bylo království Sába zničeno staletí po smrti Bilqís, protože lidé opustili pravou víru a navrátili se k polyteismu:
| „              | A věru měli obyvatelé Sabá' v sídlech svých znamení: dvě zahrady zprava i zleva. Živte se z přídělu obživy Pána svého a buďte vděční! A je to země výtečná a Pán váš je odpouštějící. Avšak odvrátili se od Nás a poslali jsme na ně záplavu hráze a vyměnili jsme jejich dvě zahrady za jiné dvě s plody hořkými, tamaryšky a s několika málo stromy lotosovými. | “ |
| — Korán, Saba´ | |   |

## Starověcí historikové
Židovský historik Flavius Iosephus v jednom spisu popisuje židovský tradiční výklad cesty královny ze Sáby, které dává jméno Nicaula, za Šalomounem do Jeruzaléma. Órigenés královnu tituluje jako královnu Egypta a Etiopie, přičemž zřejmě zaměňuje etiopské město Sába, později perským velkokrálem Kambýsem přejmenované na Meroe, a postavu královny ze Sáby. Oba raně církevní otcové, Órigenés i svatý Jeroným, Makedu považují za královnu černošské africké národnosti.

## Archeologické nálezy

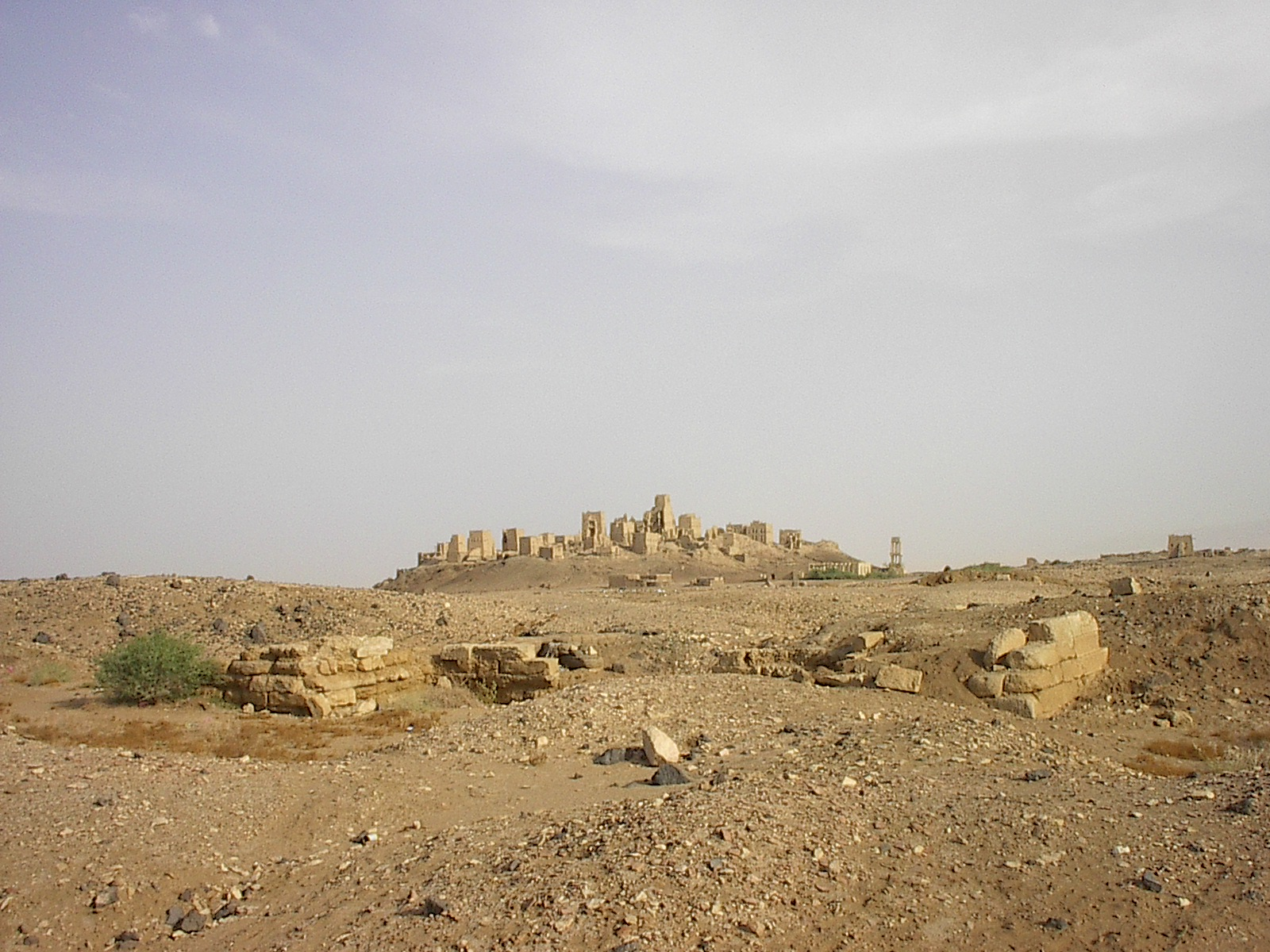
Ruiny Starého Maribu, hlavního města Sáby

V roce 1951 byl v jižní Arábii, v dnešním Jemenu, americkým týmem vedeným doktorem Wendellem Phillipsem objeven Mahram Bilqís – Chrám měsíčního božstva.  Archeologické nálezy chrámu, jenž byl hlavní svatyní sábské civilizace, podporují myšlenku, že královna ze Sáby vládla v oblasti jižní Arábie a že v oblasti kolem chrámu se nacházelo i hlavní město říše. Samotný chrám pak podle Dr. Billa Glanzmana, vedoucího vykopávek, sloužil v letech 1200 př. n. l.–550 jako poutní místo; jeho náboženský význam by tak přežil i pád sábské civilizace v 6. století př. n. l.
Výzkumný tým organizovaný a financovaný nadací American Foundation for the Study of Man (AFSM) a vedený profesorem z University of Calgary Dr. Billem Glanzmanem pracoval v chrámu ve spolupráci s jemenskými archeology i místními beduíny. Mnohé nalezené artefakty, jako keramika, nápisy a umělecké předměty znamenají důležité objevy pro odhalování starověkých dějin jižní Arábie; podle Billa Glanzmana představovalo království královny ze Sáby „kolébku arabské civilizace“ a samotný chrám „byl srdcem její země“.

## Umělecké zpracování

### Středověk

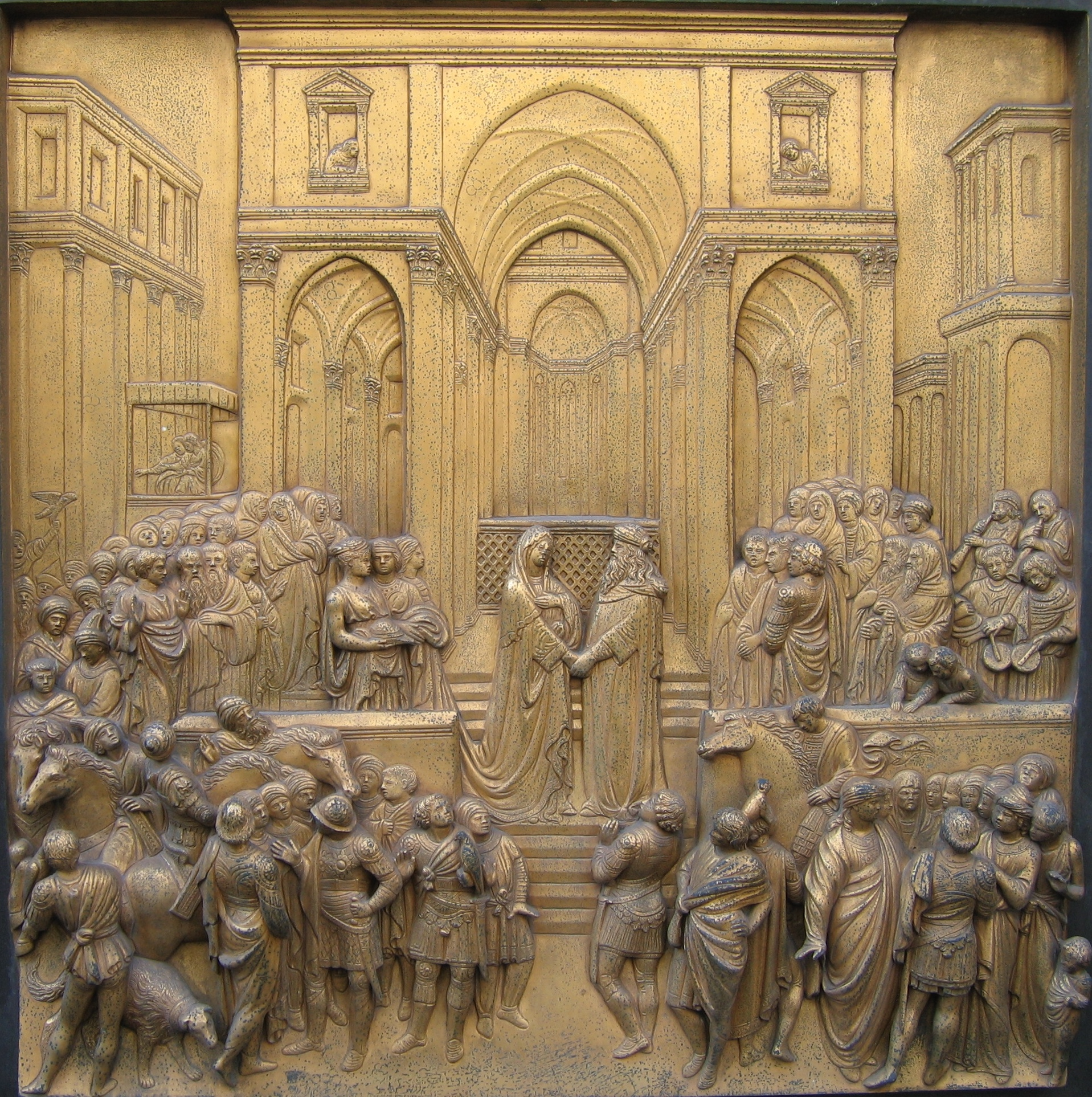
Renesanční reliéf královny ze Sáby u Šalomouna, vyobrazení na Rajské bráně Baptisteria San Giovanni

Středověké umění zobrazovalo především návštěvu královny ze Sáby u krále Šalomouna, např. vyobrazení na portálu Cathédrale Notre-Dame d'Amiens v francouzském městě Amiens, který zahrnuje jako obdobu části většího vyobrazení darů od mágů. Katedrály ze 12. století, například Notre-Dame de Strasbourg, Notre-Dame de Chartres, katedrála v Rochesteru či Canterbury mají umělecké vyobrazení královny ve zdobení oken a dveřních zárubní.

### Renesance

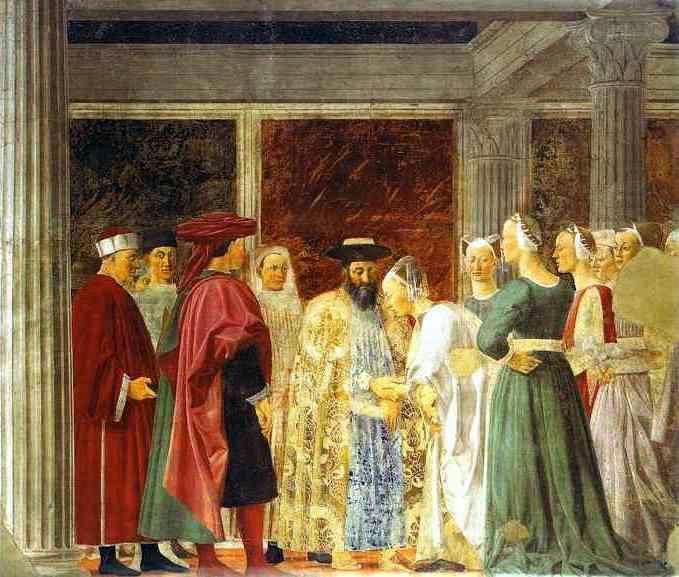
Piero della Francesca: Legenda o Pravém kříži, královna ze Sáby a Šalomoun

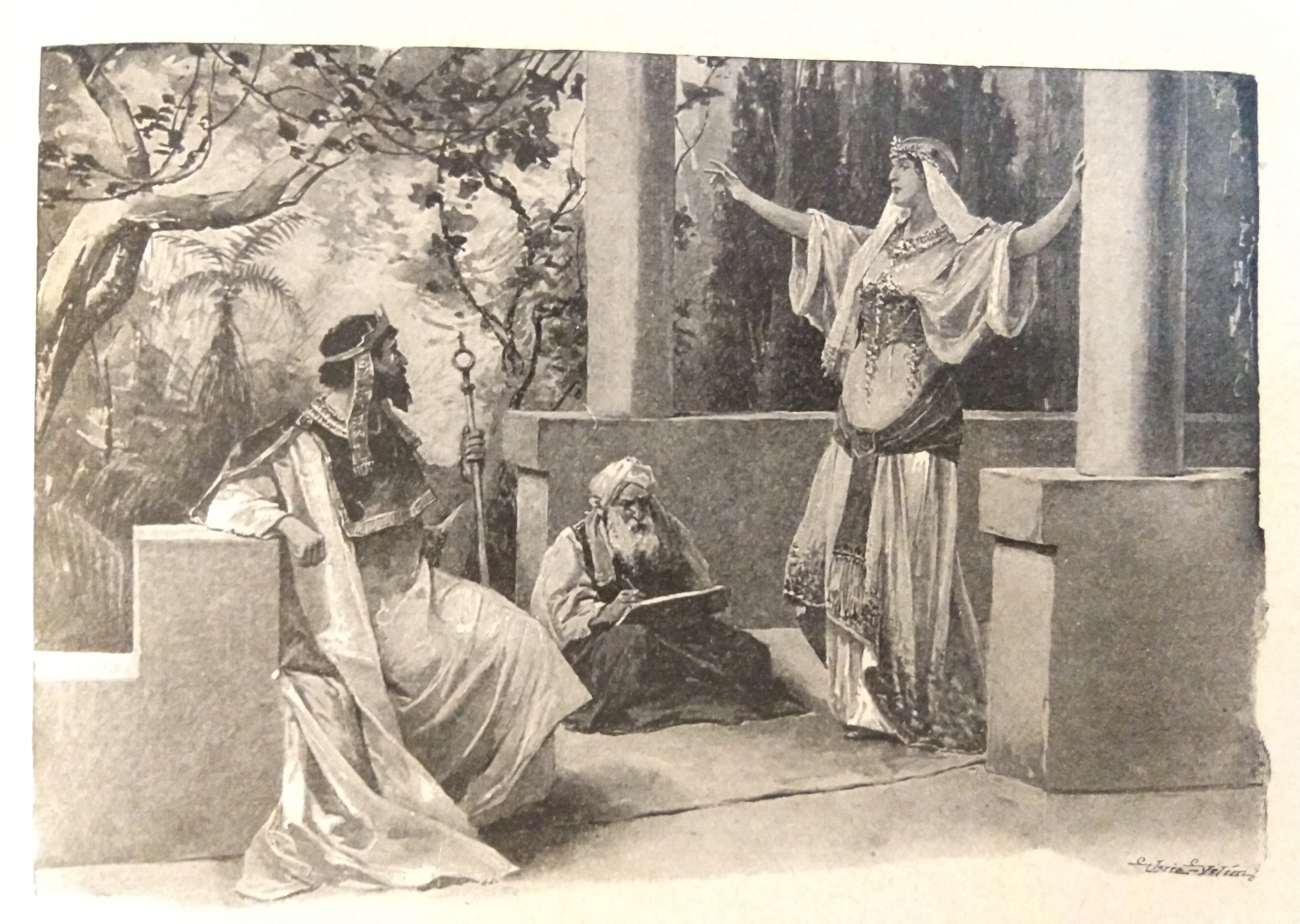
Prorokyně Sibyla, královna ze Sáby (ilustrace knihy Staré pověsti české)

Giovanni Boccaccio postavu královny ze Sáby zpracoval ve svém díle De mulieribus claris (1362). Christine de Pisan v knize Le Livre de la Cité des Dames, kterou reaguje na Boccacciovu De mulieribus claris jej následuje. Na freskách v Arezzu (pocházejí přibližně z roku 1466) od Piera della Francescy na „Legendě o Pravém kříži“ je ztvárněna audience královny ze Sáby u Šalomouna. Legenda spojuje paprsky Šalomounova paláce, které uctívala královna ze Sáby, s dřevem ukřižování. Renesanční kontinuita s metaforickými pohledy na královnu ze Sáby se shoduje s gotikou v tématu darů od mágů a je zřetelnější v klanění se. Například Hieronymus Bosch si v roce 1510 vybral scénu Šalomouna a královny ze Sáby na ozdobném límci jednoho z mágů.

## Zajímavost
- Je však známo, že již královna ze Sáby zdokonalovala svou pleť pomocí medových masek.